# Fonction alpha
 (mai 2025).
La fonction alpha, décrite par Wilfred Bion, est la fonction assumée par un individu de métabolisation, de relais des éléments Bêta qu'un autre dépose en lui, contenus psychiques bruts, fantasmes, désirs et haines inconscients.
Le prototype de la fonction alpha est la capacité de rêverie de la mère qui, prenant en elle les contenus déposés par son bébé, lui restitue des éléments alpha, c'est-à-dire une élaboration, permettant au bébé de se débarrasser par la projection de sensations, sentiments et motions trop douloureuses car trop intenses et désordonnées. La mère les lui rend alors affaiblis par la médiation de sa rêverie.
Cette médiation comporte en soi une composante de violence de l'interprétation (telle que théorisée par Piera Aulagnier, en ce sens que la mère interprète les mouvements de son bébé en fonction de sa propre histoire et comporte donc une part de risque au niveau de la restitution.
La notion de fonction alpha peut aussi être reliée aux concepts kleinien d'objet partiel et de clivage de l'objet : le nourrisson projette en sa mère les motions d'amour ou de haine que lui inspire le sein. C'est alors à la charge (inconsciente) de la mère d'assumer la position de mère réparatrice ou persécutrice.

## Deux fonctions psychiques
Bion décrit l'appareil psychique comme assumant deux fonctions opposées. La fonction bêta  met à nu l'état psychotique du sujet et correspond à la chose en soi décrite par Emmanuel Kant. Au contraire, la fonction alpha préserve le sujet, et correspond au phénomène. 

## Institution et fonction alpha
La théorie bionnienne de la fonction alpha permet en outre de comprendre certains mouvements institutionnels inconscients par la projection des éléments bêtas du groupe institutionnel sur un individu qui devra faire fonction alpha et renvoyer les contenus psychotiques et archaiques, angoissés des autres.